# 彼得·諾頓
彼得·諾頓（Peter Norton，1943年11月14日—），出生於美國華盛頓州亞伯丁（Aberdeen），是美國知名的程式設計師暨電腦書籍作者。

## 生平
彼得·諾頓出生於華盛頓州，在奧勒崗州波特蘭的里德學院（Reed College）完成學業。在1970年代曾短暫出家為僧。
1980年代，彼得·諾頓寫出了DOS下復原被刪除檔案的工具程式，包含其他的工具程式組成Norton Utilities。之後出品檔案管理程式Norton Commander等程式。
1990年，彼得·諾頓的公司Peter Norton Computing併入賽門鐵克（Symantec），不過有一部份的工具程式仍以Norton為名。而這些程式的包裝盒會印有彼得·諾頓兩手交叉於胸前的照片，此姿勢的照片在美國登記為註冊商標。
除了程式設計，彼得·諾頓曾出版《PETER NORTON’S PC程式設計經典》（The Peter Norton Programmer's Guide to the IBM-PC）講解許多DOS下低階及組合語言程式設計技巧。
彼得諾頓與他的妻子在事業有成後，成立彼得·諾頓家族基金會（Peter Norton Family Foundation），贊助藝術活動。

## 出版書籍
- 《計算機概論》（Introductions to Computing）
- 《PETER NORTON’S PC程式設計經典》（The Peter Norton Programmer's Guide to the IBM-PC）
- 《PETER NORTON’S WINDOWS程式設計》（The Peter Norton Programmer's Guide to the Windows）
- 《PETER NORTON’S Assembly Language book for the IBM PC》（Peter Norton's Assembly Language Book for the IBM PC）
- 《PETER NORTON’S New Inside the PC》（Peter Norton's New Inside the PC）
- 《PETER NORTON’S Guide to Visual Basic 》（Peter Norton's Guide to Visual Basic 6）